# Endelienta
Sint Endelienta was een Cornish' heilige in de 5e en 6e eeuw. Ze wordt jaarlijks, op 29 april, herdacht in de kerk van St Endellion (het naar haar genoemde dorp - Endellion is een verengelsing van haar naam).

## Levensloop
Sint Endelienta werd geboren omstreeks het jaar 470. In oude manuscripten wordt ze "Cenheidlon" genoemd (Endelienta is de Latijnse schrijfwijze). Ze was waarschijnlijk een dochter van de Welsh koning Brychan, en volgens een legende een petekind van de legendarische Britse koning Arthur. Ze reisde samen met haar broers en zussen af naar North Cornwall (na het Kanaal van Bristol te zijn overgestoken) om de inwoners te bekeren tot het christendom. In eerste instantie kwam ze terecht op het eiland Lundy, waar ze een kleine kapel stichtte. Daarna reisde ze met haar broer, Sint Nectan, af naar Hartland en later naar Trentinney, vlak bij het huidige dorp St Endellion. Ze keerde zo nu en dan terug naar Lundy om te mediteren.
Ze leefde als kluizenaar in Trentinney. Volgens lokale overlevering leefde ze alleen op melk en water. Het water haalde ze uit twee putten die later naar haar vernoemd zijn. Ze bewandelde regelmatig een pad met haar zus St Dilic. Volgens een legende zou het gras langs het pad groener zijn geworden telkens als zij het pad bewandeld had.
De koe waarvan ze de melk dronk werd gedood door de heer van Trentinney, die op zijn beurt, uit wraak, gedood werd door Sint Endelienta's vermoedelijke peetvader Koning Arthur. Ze was hier echter niet blij mee en zou hem daarom terug tot leven hebben gewekt.
Ze is waarschijnlijk op 29 april, ergens in de 6e eeuw, gedood door Saksische piraten. Ze werd begraven op een heuvel, waarschijnlijk onder de huidige kerk van St Endellion.
Tweemaal per jaar wordt een muziekfestival georganiseerd in haar naam.

## Trivia
- Op 25 augustus 2010 kregen de toenmalig Britse premier David Cameron en zijn vrouw een dochter, en gaven haar de naam Florence Rose Endellion, genoemd naar het gelijknamige dorp (dat weer genoemd is naar Sint Endelienta).[5]